# Aeroporto de Paysandú
O Aeroporto de Paysandú (IATA: PDU, ICAO: SUPU) também chamado de Internacional Tydeo Larre Borges, é um aeroporto localizado próximo a cidade de Paysandú, Uruguai.

## Destinos

### Uruguai
- Aeromás
  - Montevidéu, Uruguai / Aeroporto Internacional de Carrasco

- BQB Lineas Aereas
  - Montevidéu, Uruguai / Aeroporto Internacional de Carrasco [próximamente]